# 伊藤なつ
伊藤 なつ（いとう なつ、1984年7月28日 - ）は、福岡県出身の元女優、元グラビアアイドル、元タレント、元ファッションモデル。元ルージュ所属。目黒区立第十一中学校卒業。

## 略歴
1992年、小学2年生の頃日本テレビ『とんねるずの生でダラダラいかせて!!』の1コーナーである「セクシー小学生ゴングショー」で、双子の妹の則松加奈子（伊藤かな）と一緒にエントリーし、2人揃って「ねずみっ子クラブ」のメンバーに選出された。
その後、ピチレモンでのモデルやテレビ東京『おはスタ』のおはガール（会員番号10番）として姉妹で活躍。『おはスタ』を卒業すると、姉妹揃って仕事が少ない時期が続いた。
学業（外国語専門学校に進学）に専念するため、所属事務所の契約終了に伴い、芸能活動を引退。

## 過去の出演

### 雑誌
- ピチレモン（学研プラス） - 専属モデル

### テレビ
- とんねるずの生でダラダラいかせて!!（1992年 - 1993年、日本テレビ）
- おはスタ（1997年、テレビ東京）
- レガッタ〜君といた永遠〜（2006年、テレビ朝日）

### CM
- ロッテ、「ゼロ シュガーレスビスケット」（1997年）
- エフティ資生堂、「スーパーマイルド」（1998年）
- 中部テレメッセージ、「テレメネット」（1998年）

## 写真集
- 伊藤なつ&かな - 鏡の国のツインズ（1997年9月、小学館）ISBN 4091011993 撮影：永利隆之

## イメージビデオ&DVD
- TVGamer 伊藤なつ&かな　(1997年)